# Road Records
Road Records foi uma editora independente fundada por Dave Kennedy e Julie Collins em 1999 em Dublin, Irlanda. Foi uma autêntica identidade cultural da cidade. 
Sob influência da crise global financeira em 2008, a editora diminuiu consideravelmente o seu catálogo. Outro fator demolidor foi a procura, em grande escala, pelas descargas digitais em alternativa à compra de discos. Com o encerramento prévio em Janeiro de 2009, a comunidade musical irlandesa reuniu esforços no sentido de reabrir esta referência da cidade de Dublin. Os músicos Paul Noonan, Lisa Hannigan, Conor O'Brien dos Villagers, Neil Hannon e Jape, entre outros, ajudaram o proprietário Dave Kennedy a regressar ao trabalho discográfico em Abril de 2009. Pouco depois, a 24 de Julho de 2010, a Road Records deu por terminada definitivamente a atividade comercial. 